# Monti della Vittoria
I monti della Vittoria sono un vasto gruppo montuoso costituito da diverse catene montuose situato sulla costa di Borchgrevink, nella Terra della Regina Vittoria. 
In particolare, i monti della Vittoria fanno parte dei monti Transantartici e, orientate in direzione nord-ovest/sud-est, raggiungono una lunghezza di 160 km e una larghezza di 80, estendosi dai monti della Concordia, a nord-ovest, al mare di Ross, a sud-est. Le altre formazioni che delimitano i monti della Vittoria sono poi il ghiacciaio Tucker, a nord, e il ghiacciaio Mariner, a sud. Il punto più alto di questo gruppo montuoso è costituito dalla vetta del monte Riddolls, che arriva a 3295 m s.l.m.

## Storia
Il fronte marino dei monti della Vittoria era già stato avvistato durante le prime spedizioni britanniche comandate da Ross, Borchgrevink, Scott e Shackleton. L'intera formazione è stata invece mappata per la prima volta dallo United States Geological Survey grazie a fotografie aeree scattate dalla marina militare statunitense (USN) nel periodo 1960-63 e a ricognizioni terrestri effettuate da spedizioni statunitensi e neozelandesi negli anni Sessanta. Le montagne sono state così battezzate in associazione con i vicini monti dell'Ammiragliato e con l'intenzione di far sì che tutte le formazioni geografiche nei dintorni fossero battezzate con nomi che richiamassero delle vittorie, soprattutto in ambito navale.